# ۳۰۵ (فیلم)
۳۰۵ فیلمی در ژانر کمدی است که در سال ۲۰۰۸ منتشر شد.